# Ritratto di gentiluomo di Casa Farnese
Il Ritratto di gentiluomo di Casa Farnese è un dipinto a olio su tela (94x72 cm) di Tiziano, databile al 1525 circa e conservato nello Schloss Weissenstein di Pommersfelden. È firmato "Ticianvs f."

## Storia
L'opera, che fa parte delle collezioni dei conti di Schönborn, venne attribuita a Tiziano per la prima volta dall'Arslan, seguito dal Suida. 

## Descrizione e stile
Da uno sfondo scuro emerge un personaggio maschile a mezza figura, girato col busto di tre quarti verso sinistra, le mani che indicano l'elsa della spada, a destra. Come tipico della moda dell'epoca ha la barba lunga e indossa un'ampia casacca scura, in questo caso ravvivata da ricami argentei lungo le maniche e la tracolla. Al polso fuoriescono le trine della camicia bianca. 
Intensa è l'individuazione fisiognomica e il colloquio psicologico con lo spettatore.